# Giuseppe Lorenzo Gatteri
Giuseppe Lorenzo Gatteri, né le 18 septembre 1829 à Trieste et mort le 1er décembre 1884 dans la même ville, est un peintre et graveur italien.
Il s'est fait connaître par ses dessins et ses peintures dans le style historique romantique, dont de nombreuses illustrations de livres. Ses fresques décorent divers bâtiments à Trieste et dans les environs.

## Biographie

### Jeunesse et formation

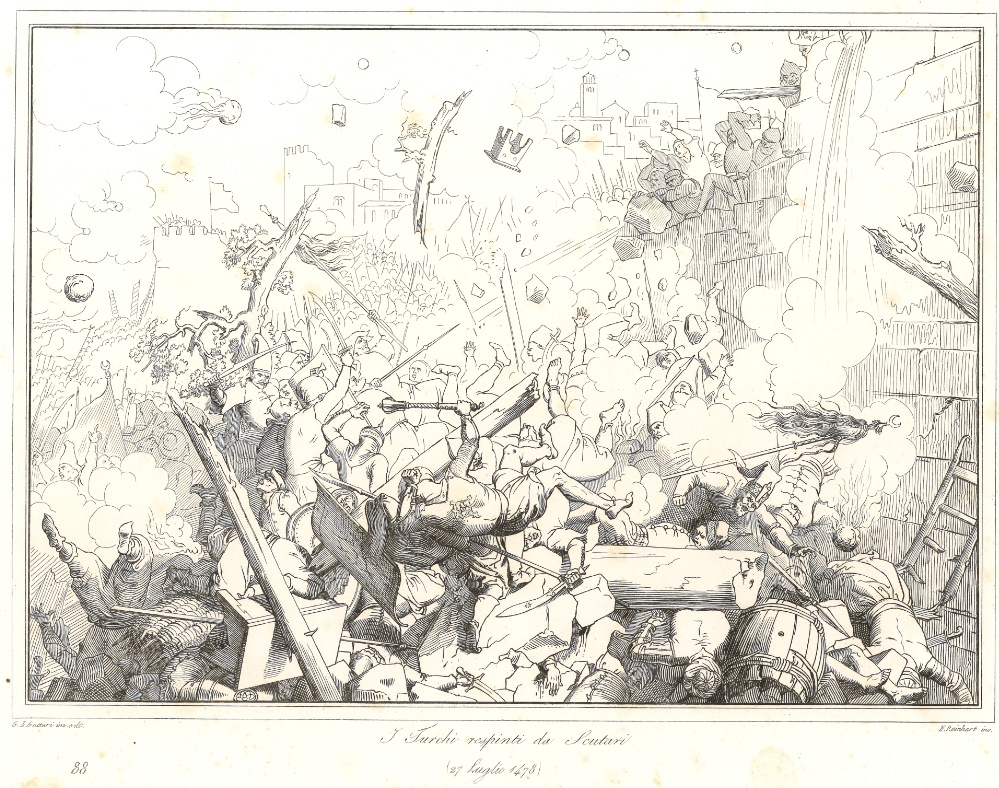
Assaut sur le château de Shkodra par les forces ottomanes lors du siège de Shkodra de 1478–1479 (1860).

Giuseppe Lorenzo Gatteri naît le 18 septembre 1829 à Trieste. Son père, également Giuseppe Gatteri, est un célèbre peintre à l'huile et de fresques qui avait déménagé en 1824 à Trieste de Rivolto, près de Codroipo dans le Frioul. En 1840, son père emmène Giuseppe Lorenzo avec lui à Venise, où le fils devient l'élève d'autres peintres, soutenu par une bourse de la municipalité de Trieste. Giuseppe Lorenzo Gatteri est décrit comme un enfant prodige ; à l'âge de 11 ans, il impressionne les membres de la Société Minerva de Venise par sa capacité à improviser des dessins d'épisodes de l'Antiquité.
Ses professeurs l'encouragent à suivre le style de peinture romantique tout en respectant la tradition de couleur chaude de l'école vénitienne. Il expose deux dessins à la plume à la Société des Beaux-Arts de Trieste en 1841, et trois autres l'année suivante. En 1842, son père emmène Giuseppe Lorenzo à Milan, où il est à nouveau présenté aux réunions de l'élite comme un enfant prodige. Il impressionne fortement la noblesse par la rapidité et la qualité de son travail et son sens de la composition. En 1843, son père l'emmène à Turin. Il est reçu par le roi Charles Albert de Sardaigne, qui lui commande une série de dessins. L'Académie des Beaux-Arts de Venise lui décerne des prix en 1845, 1847 et 1851.

### Carrière

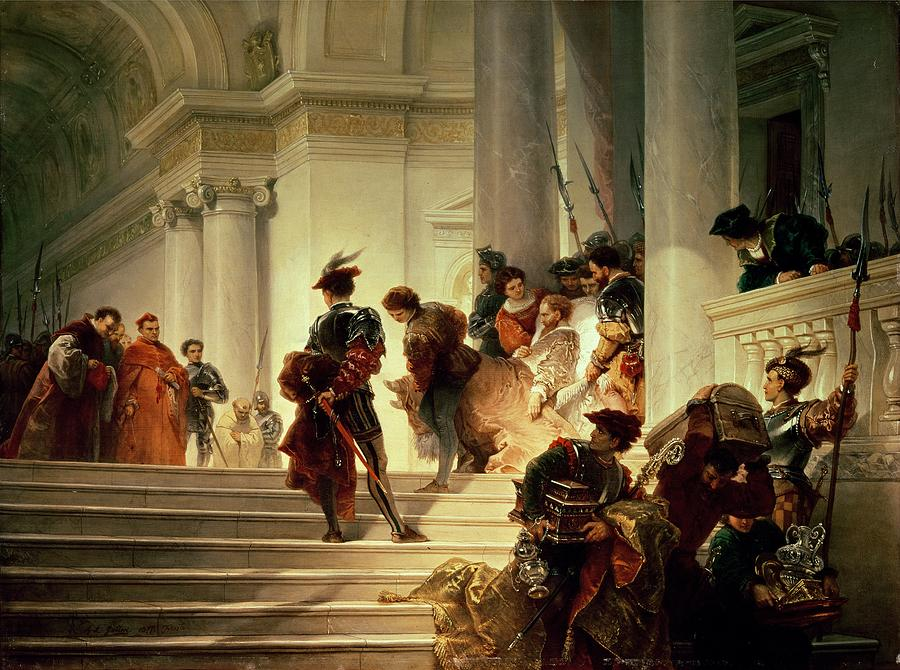
César Borgia quittant le Vatican (1877).

Il illustre plusieurs livres littéraires et historiques. Après son retour à Trieste en 1857, il illustre une biographie du marin C. Costantini, une histoire de Trieste et un recueil de poèmes de Pietro Zorutti en langue frioulane. Il prépare 150 dessins pour une Histoire de Venise (1852) de Francesco Zanotto. Les plaques sont gravées par Antonio Viviani et d'autres artistes vénitiens.
Il décore la salle d' apparat du Palais Gravisi-Barbabianca à Koper (Capodistria). La fresque au plafond représente Apollon sur un char. Il  décore plusieurs cafés à Trieste. Dans une magnifique villa de la Via Ginnastica à Trieste, il peint le plafond d'une des pièces avec une fresque de 5m2 représentant un jeune empereur François-Joseph Ier d'Autriche et l'impératrice Elisabeth à cheval entourés de symboles héraldiques et de personnages moins importants.
Giuseppe Lorenzo Gatteri est nommé conservateur du musée Revoltella à Trieste de 1873 à 1876. Il est cofondateur et premier président d'une association artistique en 1884.

## Œuvre

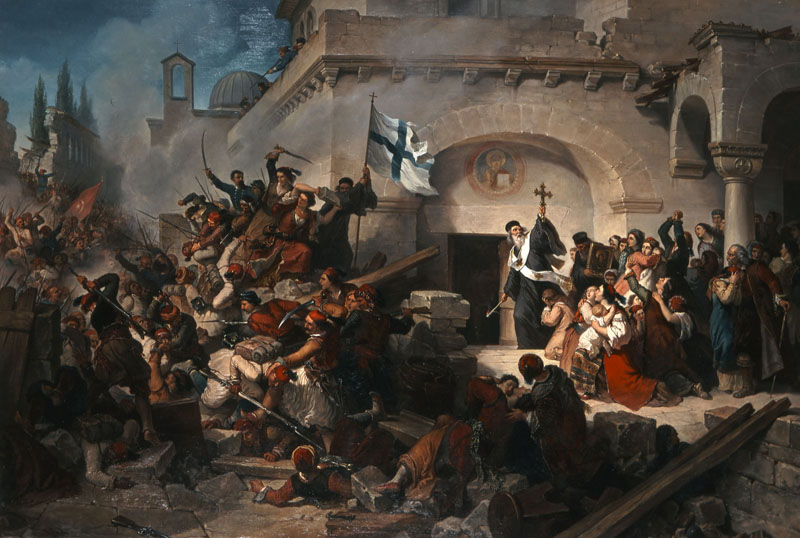
L' Holocauste arcadien - scène de la révolte crétoise (1866-1869).

Giuseppe Lorenzo Gatteri peint des thèmes historiques dans le style du romantisme. Le musée Revoltella de Trieste contient plusieurs de ses chefs-d'œuvre, notamment : La fête de Marie, Arrivée de la reine de Chypre à Venise (1864), Divertissement donné par le cardinal Riario à la duchesse de Ferrare (1872), Cesare Borgia quittant le Vatican (1877) et Minerve décerne les Arts et les Vertus (1884), considéré comme sa dernière œuvre . Ses illustrations de livres sont également importantes, notamment celles de la Divine Comédie de Dante, l’Histoire Vénitienne de Francesco Zanotto (1852) et l'Histoire Chronologique de Trieste de Vincenzo Scussa (1863).
Ses œuvres, que ce soit à l'huile ou sur papier, sont toujours des compositions dramatiques, ornées de riches costumes d'époque, de couleurs vives, de bijoux ou d'armures brillantes. On lui reproche de prendre un soin excessif à représenter des surfaces propres et brillantes, de rendre des détails excessifs et de perdre ainsi la vie et la spontanéité. Un autre critique le qualifie d'érudit du costume et de la décoration théâtrale des époques révolues, qui ne comprend pas ce que ses tableaux représentent.

## Galerie

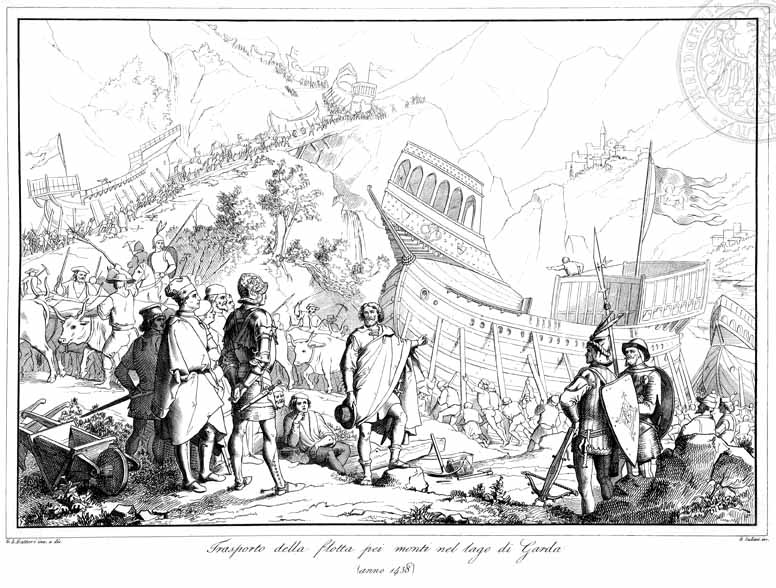
Transport de la flotte sur les montagnes jusqu'au lac de Garde (1852).
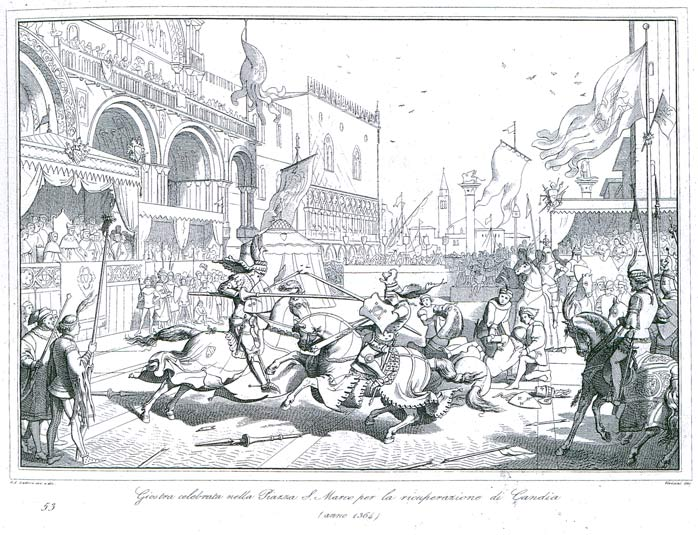
Joute sur la Piazza Saint-Marc célébrant la récupération de Candie (1852).
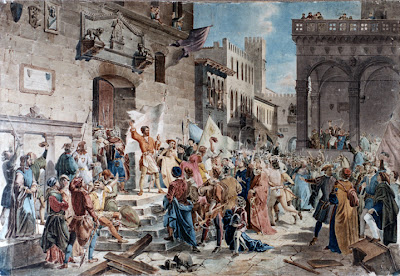
Le tumulte des Ciompi.
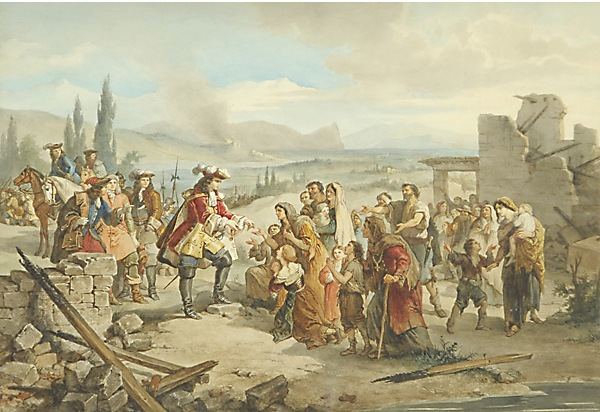
Générosité de la Maison de Savoie.
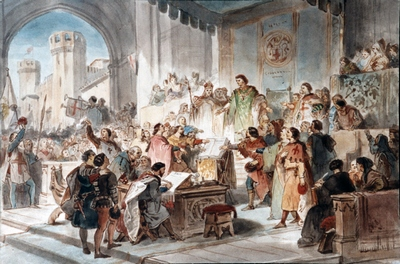
Esquisse pour l'Épisode de la Maison de Savoie.
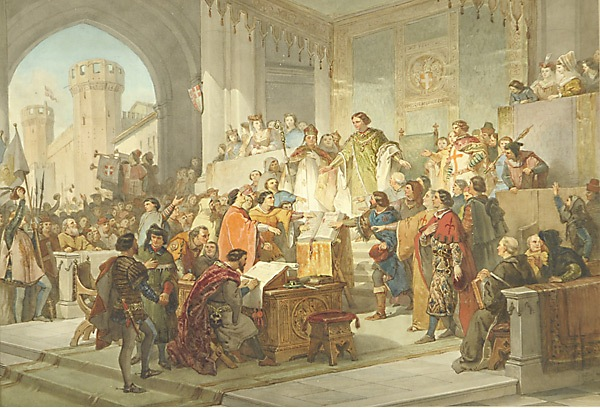
Épisode de la Maison de Savoie.